# Nazionale maschile di hockey su prato della Nigeria
La nazionale di hockey su prato della Nigeria è la squadra di hockey su prato rappresentativa della Nigeria ed è posta sotto la giurisdizione della Nigeria Hockey Federation.

## Partecipazioni

### Mondiali
- 1971-2006 – non partecipa

### Olimpiadi
- 1908-2008 - non partecipa

### Champions Trophy
- 1978-2009 – non partecipa

### Hockey African Cup of Nations
- 2009 - 4º posto